# Kreuzeck (Pfälzerwald)
Als  Kreuzeck ist eine uralte und sagenumwobene christliche Einsiedelei oder Klause im Wald bei Bruchweiler-Bärenbach bekannt. Früher war die Klause vermutlich von einem oder mehreren Einsiedlern bewohnt und das Ziel einer regionalen Wallfahrt.